# Odplakanje
Odplakanje je v skladnji vrsta elipse ali izpusta, ki se lahko pojavlja v direktnem in indirektnem vprašalnem stavku. Gre za vrsto izbrisa, pri kateri v vprašalnem stavku po izbrisu ostane le vprašalni zaimek oziroma vprašalnica (k-vprašalnica). Odplakanje se v takšnih ali drugačnih oblikah pojavlja v vseh jezikih .

## Osnovni primeri
Spodnji primeri prikazujejo odplakanje. Odplaknjeni stavek je zapisan z manjšo pisavo in je prečrtan.
- Ana želi nekaj pojesti, ampak ne vem, kaj si Ana želi pojesti.

- Janez ne mara zelja, ampak ne vem, zakaj ne mara zelja.

- Nekdo je pojedel juho. Na žalost ne vem, kdo je pojedel juho.

Zgornji primeri prikazujejo odplakanje pri posrednih vprašanjih, prisotno pa je tudi pri vprašanjih z neposrednim nagovorom, na primer:
- Nekdo pride nocoj na večerjo. Kdo pride nocoj na večerjo ?

- Nekaj so vrgli v nabiralnik. Kaj so vrgli v nabiralnik?

V vseh zgornjih primerih je osnovni stavek pred odplaknjenim delom, možen pa je tudi obratni vrstni red, na primer:
- Sicer  ne vem, zakaj je bila slika premaknjena, ampak slika vsekakor je bila premaknjena.

- Kdaj in kako bi moral nekdo kaj reči ni jasno, ampak nekdo bi moral kaj reči.

## Večkratno odplakanje
V nekaterih jezikih odplakanje lahko pusti za seboj več kot en vprašalni zaimek, kar na primer v angleščini ni pogost pojav, v slovenščini pa se pojavlja.
- Nekdo si želi nekaj pojesti. Želim si, da bi vedela kdo kaj si želi pojesti.

- Nekaj nekomu povzroča velik problem, čeprav ni jasno kaj komu povzroča velik problem.

## Odplakanje in skladenjski otoki
Za odplakanje se predvideva, da lahko popravi nekatere kršitve skladenjskih otokov.. Spodnji primeri prikazujejo, kako odplakanje lahko popravlja kršitve skladenjskih otokov, kar za običajna vprašanja ne velja.
- Peter je videl konja, ki je brcnil Matejo. *Koga je Peter videl konja, ki je brcnil? – običajno vprašanje

- Peter je videl konja, ki je brcnil nekoga, ampak ne vem, koga je Peter videl konja, ki je brcnil. – vprašanje z odplaknjenim stavkom

Zgornji primeri z oziralnim stavkom kot skladenjskim otokom prikazujejo domnevno popravilo kršitve skladenjskih otokov z odplaknjenim stavkom.
Mnenja o tem, ali odplaknjeni stavki res lahko popravljajo kršitve skladenjskih otokov, so različna. Nekateri avtorji trdijo, da pri odplaknjenih stavkih ne gre za popravilo kršitve skladenjskih otokov preprosto zato, ker do kršitve otokov sploh ne prihaja.